# Golden Globe 2007
La 64ª edizione della cerimonia di premiazione di Golden Globe si è tenuta il 15 gennaio 2007 al Beverly Hilton Hotel di Beverly Hills, California.
Lorraine Nicholson, figlia di Rebecca Broussard e Jack Nicholson, è stata la Golden Globe Ambassador dell'edizione.

## Premi per il cinema
Vengono di seguito indicati in grassetto i vincitori. Ove ricorrente e disponibile, viene indicato il titolo in lingua italiana e quello in lingua originale tra parentesi.

### Miglior film drammatico
- Babel (Babel), regia di Alejandro González Iñárritu
- Bobby, regia di Emilio Estevez
- The Departed - Il bene e il male (The Departed), regia di Martin Scorsese
- Little Children, regia di Todd Field
- The Queen - La regina (The Queen), regia di Stephen Frears

### Miglior film commedia o musicale
- Dreamgirls (Dreamgirls), regia di Bill Condon
- Borat (Borat: Cultural Learnings of America for Make Benefit Glorious Nation of Kazakhstan), regia di Larry Charles
- Il diavolo veste Prada (The Devil Wears Prada ), regia di David Frankel
- Little Miss Sunshine (Little Miss Sunshine ), regia di Jonathan Dayton e Valerie Faris
- Thank You for Smoking, regia di Jason Reitman

### Miglior regista
- Martin Scorsese - The Departed - Il bene e il male (The Departed)
- Clint Eastwood - Flags of Our Fathers
- Clint Eastwood - Lettere da Iwo Jima (Letters from Iwo Jima)
- Stephen Frears - The Queen - La regina (The Queen)
- Alejandro González Iñárritu - Babel

### Miglior attore in un film drammatico
- Forest Whitaker - L'ultimo re di Scozia (The Last King of Scotland)
- Leonardo DiCaprio - Blood Diamond
- Leonardo DiCaprio - The Departed - Il bene e il male (The Departed)
- Peter O'Toole - Venus
- Will Smith - La ricerca della felicità (The Pursuit of Happyness)

### Migliore attrice in un film drammatico
- Helen Mirren - The Queen - La regina (The Queen)
- Penélope Cruz - Volver
- Judi Dench - Diario di uno scandalo (Notes on a Scandal)
- Maggie Gyllenhaal - SherryBaby
- Kate Winslet - Little Children

### Miglior attore in un film commedia o musicale
- Sacha Baron Cohen - Borat - Studio culturale sull'America a beneficio della gloriosa nazione del Kazakistan (Borat: Cultural Learnings of America for Make Benefit Glorious Nation of Kazakhstan)
- Johnny Depp - Pirati dei Caraibi - La maledizione del forziere fantasma (Pirates of the Caribbean: Dead Man's Chest)
- Aaron Eckhart - Thank You for Smoking
- Chiwetel Ejiofor - Kinky Boots - Decisamente diversi (Kinky Boots)
- Will Ferrell - Vero come la finzione (Stranger Than Fiction)

### Migliore attrice in un film commedia o musicale
- Meryl Streep - Il diavolo veste Prada (The Devil Wears Prada)
- Annette Bening - Correndo con le forbici in mano (Running with Scissors)
- Toni Collette - Little Miss Sunshine
- Beyoncé - Dreamgirls
- Renée Zellweger - Miss Potter

### Miglior attore non protagonista
- Eddie Murphy - Dreamgirls
- Ben Affleck - Hollywoodland
- Jack Nicholson - The Departed - Il bene e il male (The Departed)
- Brad Pitt - Babel
- Mark Wahlberg - The Departed - Il bene e il male (The Departed)

### Migliore attrice non protagonista
- Jennifer Hudson - Dreamgirls
- Adriana Barraza - Babel
- Cate Blanchett - Diario di uno scandalo (Notes on a Scandal)
- Emily Blunt - Il diavolo veste Prada (The Devil Wears Prada)
- Rinko Kikuchi - Babel

### Migliore sceneggiatura
- Peter Morgan - The Queen - La regina (The Queen)
- Guillermo Arriaga - Babel
- William Monahan - The Departed - Il bene e il male (The Departed)
- Todd Field e Tom Perrotta - Little Children
- Patrick Marber - Diario di uno scandalo (Notes on a Scandal)

### Migliore colonna sonora originale
- Alexandre Desplat - Il velo dipinto (The Painted Veil)
- Gustavo Santaolalla - Babel
- Hans Zimmer - Il codice da Vinci (The Da Vinci Code)
- Clint Mansell - The Fountain - L'albero della vita (The Fountain)
- Carlo Siliotto - Nomad - The Warrior (Nomad)

### Migliore canzone originale
- The Song of the Heart, parole e musica di Prince Rogers Nelson - Happy Feet
- Never Gonna Break My Faith, parole e musica di Bryan Adams, Eliot Kennedy e Andrea Remanda - Bobby
- Listen, parole e musica di Henry Krieger, Anne Preven, Scott Cutler e Beyoncé  - Dreamgirls
- Try Not to Remember, parole e musica di Sheryl Crow - Home of the Brave
- A Father's Way, musica di Seal e Christopher Bruce e testo di Seal - La ricerca della felicità (The Pursuit of Happyness)

### Miglior film straniero
- Lettere da Iwo Jima (Letters from Iwo Jima), regia di Clint Eastwood (USA/Giappone)
- Apocalypto, regia di Mel Gibson (USA)
- Il labirinto del fauno (El laberinto del Fauno), regia di Guillermo del Toro (Messico)
- Le vite degli altri (Das Leben der Anderen), regia di Florian Henckel von Donnersmarck (Germania)
- Volver, regia di Pedro Almodóvar (Spagna)

### Miglior film d'animazione
- Cars - Motori ruggenti (Cars), regia di John Lasseter e Joe Ranft
- Happy Feet, regia di George Miller
- Monster House, regia di Gil Kenan

## Premi per la televisione
Vengono di seguito indicati in grassetto i vincitori. Ove ricorrente e disponibile, viene indicato il titolo in lingua italiana e quello in lingua originale tra parentesi.

### Miglior serie drammatica
- Grey's Anatomy (Grey's Anatomy)
- 24
- Big Love
- Heroes
- Lost

### Miglior serie commedia o musicale
- Ugly Betty (Ugly Betty)
- Desperate Housewives - I segreti di Wisteria Lane (Desperate Housewives)
- Entourage
- The Office
- Weeds

### Miglior mini-serie o film per la televisione
- Elizabeth I (Elizabeth I), regia di Tom Hooper
- Bleak House, regia di Justin Chadwick
- Broken Trail, regia di Walter Hill
- Mrs. Harris, regia di Phyllis Nagy
- Prime Suspect: The Final Act, regia di Philip Martin

### Miglior attore in una serie drammatica
- Hugh Laurie, Dr. House - Medical Division (House M.D.)
- Kiefer Sutherland, 24
- Bill Paxton, Big Love
- Michael C. Hall, Dexter
- Patrick Dempsey, Grey's Anatomy

### Miglior attore in una serie commedia o musicale
- Alec Baldwin, 30 Rock
- Tony Shalhoub, Detective Monk
- Jason Lee, My Name Is Earl
- Steve Carell, The Office
- Zach Braff, Scrubs

### Miglior attore in una mini-serie o film per la televisione
- Bill Nighy, Gideon's Daughter
- Andre Braugher, Thief
- Robert Duvall, Broken Trail
- Michael Ealy, Sleeper Cell (Sleeper Cell')
- Chiwetel Ejiofor, Tsunami: The Aftermath
- Ben Kingsley, Mrs. Harris
- Matthew Perry, The Ron Clark Story

### Miglior attrice in una serie drammatica
- Kyra Sedgwick, The Closer
- Ellen Pompeo, Grey's Anatomy
- Evangeline Lilly, Lost
- Patricia Arquette, Medium
- Edie Falco, I Soprano (The Sopranos)

### Miglior attrice in una serie commedia o musicale
- America Ferrera, Ugly Betty
- Marcia Cross, Desperate Housewives - I segreti di Wisteria Lane (Desperate Housewives)
- Felicity Huffman, Desperate Housewives - I segreti di Wisteria Lane (Desperate Housewives)
- Julia Louis-Dreyfus, The New Adventures of Old Christine
- Mary-Louise Parker, Weeds

### Miglior attrice in una mini-serie o film per la televisione
- Helen Mirren, Elizabeth I
- Gillian Anderson, Bleak House
- Annette Bening, Mrs. Harris
- Helen Mirren, Prime Suspect: The Final Act
- Sophie Okonedo, Tsunami: The Aftermath

### Miglior attore non protagonista in una serie
- Jeremy Irons, Elizabeth I
- Jeremy Piven, Entourage
- Masi Oka, Heroes
- Justin Kirk, Weeds
- Thomas Haden Church, Broken Trail

### Miglior attrice non protagonista in una serie
- Emily Blunt, Gideon's Daughter
- Katherine Heigl, Grey's Anatomy
- Sarah Paulson, Studio 60 on the Sunset Strip
- Elizabeth Perkins, Weeds
- Toni Collette, Tsunami: The Aftermath

## Premi onorari
- Golden Globe alla carriera: Warren Beatty